# Divoká Orlice
Divoká Orlice (německy Wilde Adler, polsky Dzika Orlica) je řeka ve východních Čechách. Je jednou ze dvou zdrojnic řeky Orlice. Její tok měří 99,3 km, z čehož 29,5 km tvoří česko-polskou státní hranici. Odvodňuje území o ploše 806,5 km², z čehož leží 71,24 km² v Dolnoslezském vojvodství v Polsku.

## Průběh toku
Pramení v horských rašeliništích Czarne bagno a Rašeliniště pod Zieleńcem na území Polska v nadmořské výšce 800 m, jižně od lázeňského městečka Duszniki-Zdrój. Na české území vstupuje nad osadou Trčkov v nadmořské výšce 695 m. Od soutoku s Černým potokem tvoří státní hranici v délce téměř 30 km. Leží při ní obce Orlické Záhoří a Bartošovice v Orlických horách. Pohraniční úsek končí malebným chráněným územím Zemská brána.
Pod Kláštercem nad Orlicí a Lhotkou je na řece přehradní nádrž Pastviny s vyrovnávací nádrží u obce Nekoř. Dále řeka protéká obcemi Líšnice, Žamberk, Helvíkovice. Úsek mezi Liticemi nad Orlicí a Potštejnem tvoří romantické údolí s peřejnatou částí řeky, která je vodákům známá jako Litický oblouk. Od Doudleb a Kostelce nad Orlicí se tok řeky hodně zklidňuje. U Albrechtic nad Orlicí v soutoku s Tichou Orlicí tvoří řeku, která má dále název Orlice.

### Větší přítoky
- levé – Białka, Wołowiec, Kamionka, Sarni Potok, Krzemica, Mostowy Potok, Glejnik, Tartaczny Potok, Głożyn, Jelonik, Červený potok, Brodec
- pravé – Černý potok, Rokytenka, Zdobnice, Bělá, Bahnice

## Vodní režim
Průměrný průtok nad soutokem s Tichou Orlicí činí 11,5 m³/s.
Hlásné profily:
| místo                | říční km | plocha povodí | průměrný průtok (Qa) | stoletá voda (Q100) |
| -------------------- | -------- | ------------- | -------------------- | ------------------- |
| Orlické Záhoří       | 122,9    | 45,50 km²     | 1,01 m³/s            | 101 m³/s            |
| Klášterec nad Orlicí | 96,6     | 153,70 km²    | 3,21 m³/s            | 190 m³/s            |
| Nekoř                | 88,5     | 182,49 km²    | 3,47 m³/s            | 207 m³/s            |
| Kostelec nad Orlicí  | 47,4     | 488,12 km²    | 7,51 m³/s            | 282 m³/s            |

N-leté průtoky v Orlickém Záhoří:
| N-leté průtoky | Q1   | Q5   | Q10  | Q50  | Q100 |
| -------------- | ---- | ---- | ---- | ---- | ---- |
| Q [m³/s]       | 12,7 | 30,4 | 42,0 | 79,8 | 101  |

N-leté průtoky v Nekoři:
| N-leté průtoky | Q1   | Q5   | Q10  | Q50 | Q100 |
| -------------- | ---- | ---- | ---- | --- | ---- |
| Q [m³/s]       | 35,8 | 73,5 | 96,7 | 168 | 207  |

N-leté průtoky v Kostelci nad Orlicí:
| N-leté průtoky | Q1   | Q5  | Q10 | Q50 | Q100 |
| -------------- | ---- | --- | --- | --- | ---- |
| Q [m³/s]       | 53,7 | 109 | 141 | 233 | 282  |

## Fotogalerie

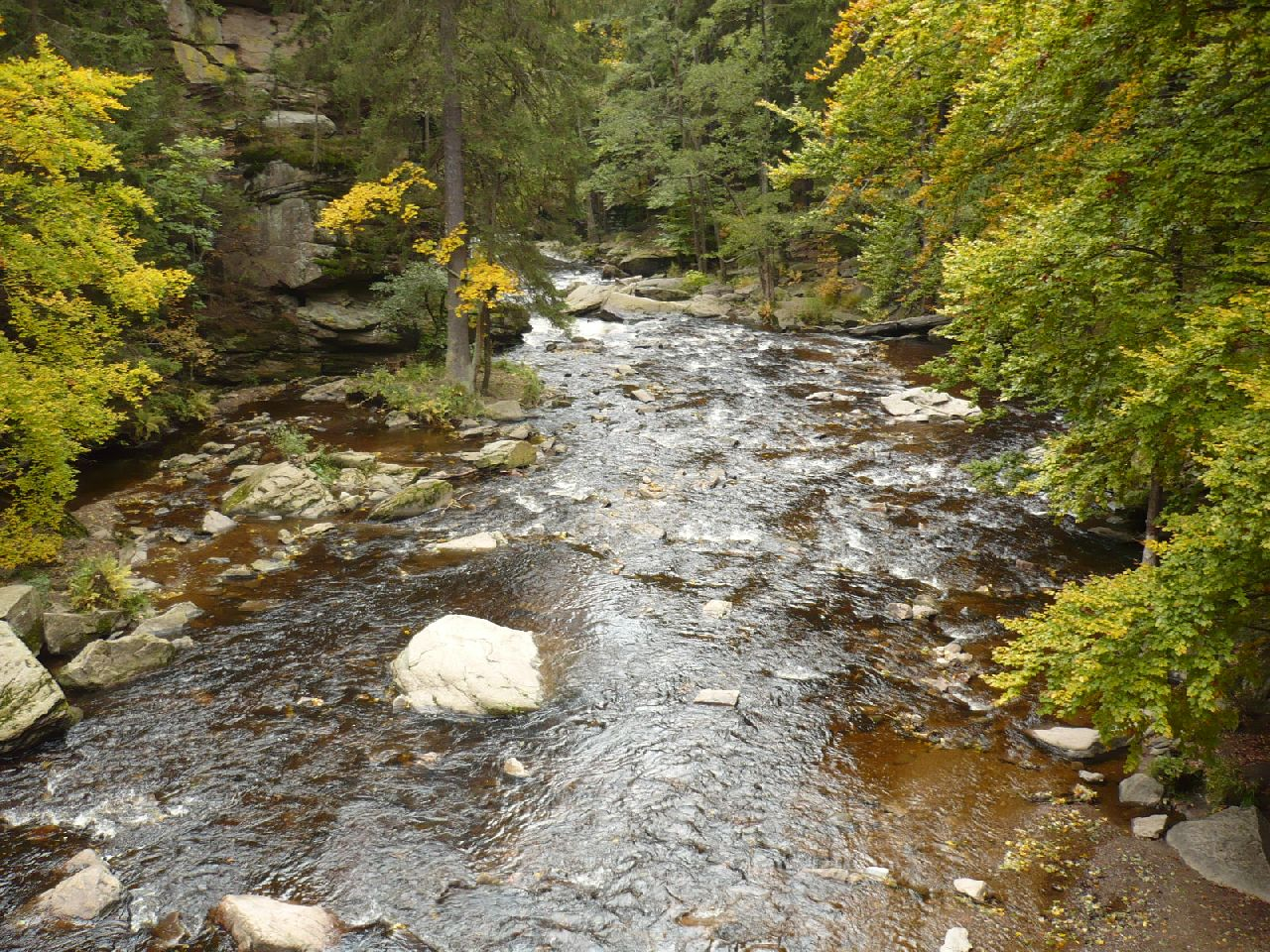
Zemská brána – pohled z mostu
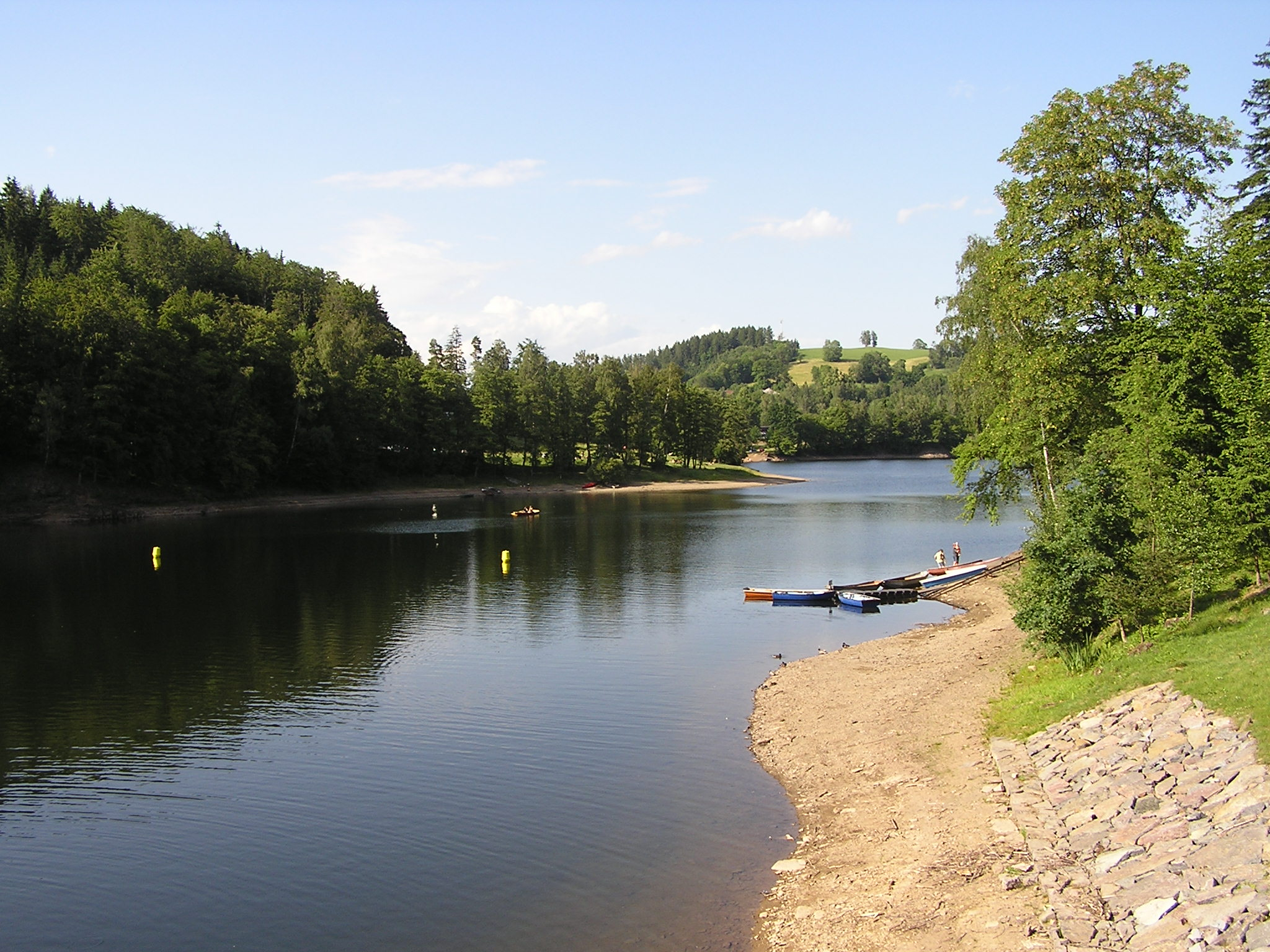
Vodní nádrž Pastviny
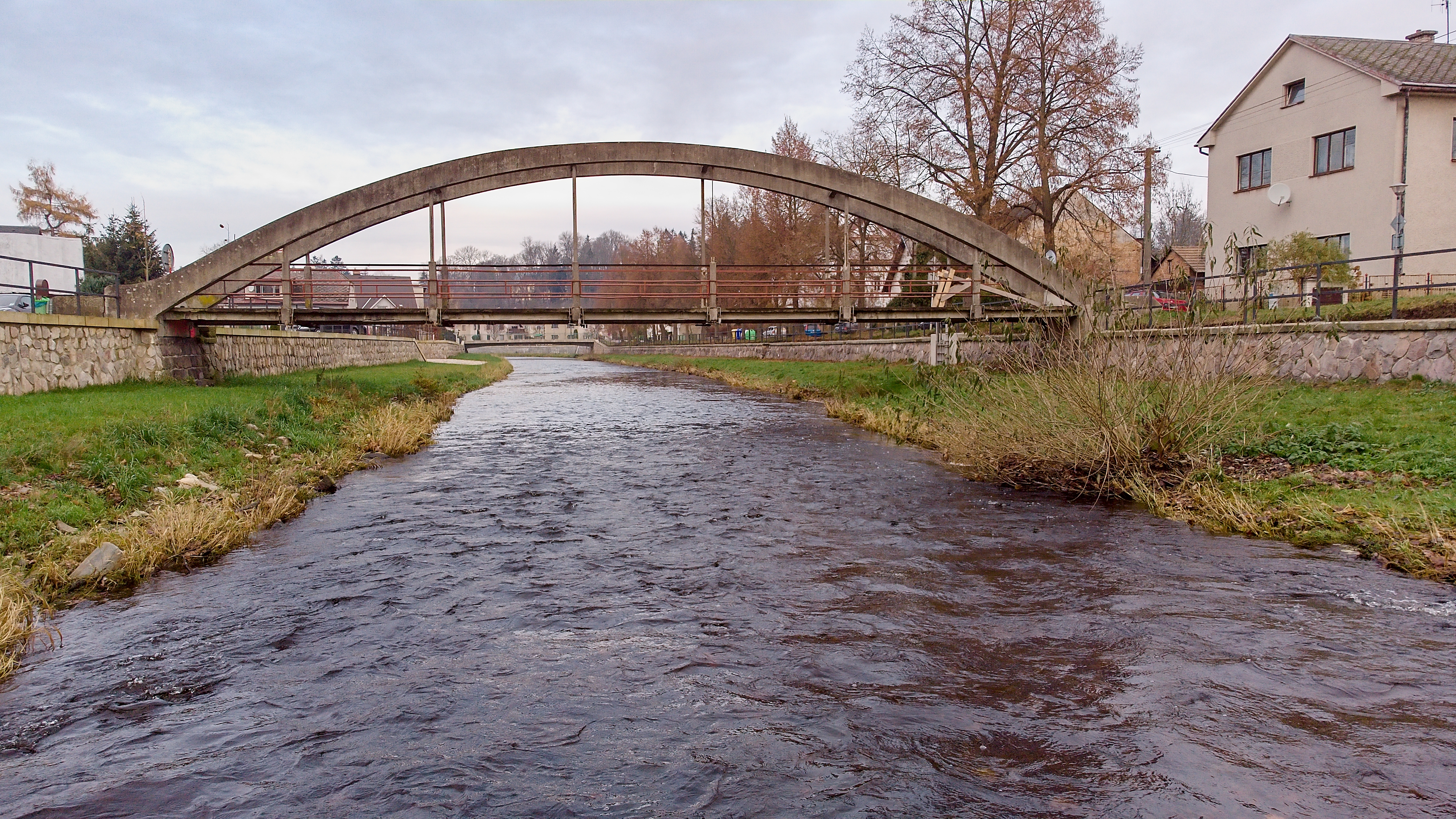
Betonová lávka v Žamberku u Sokolovny
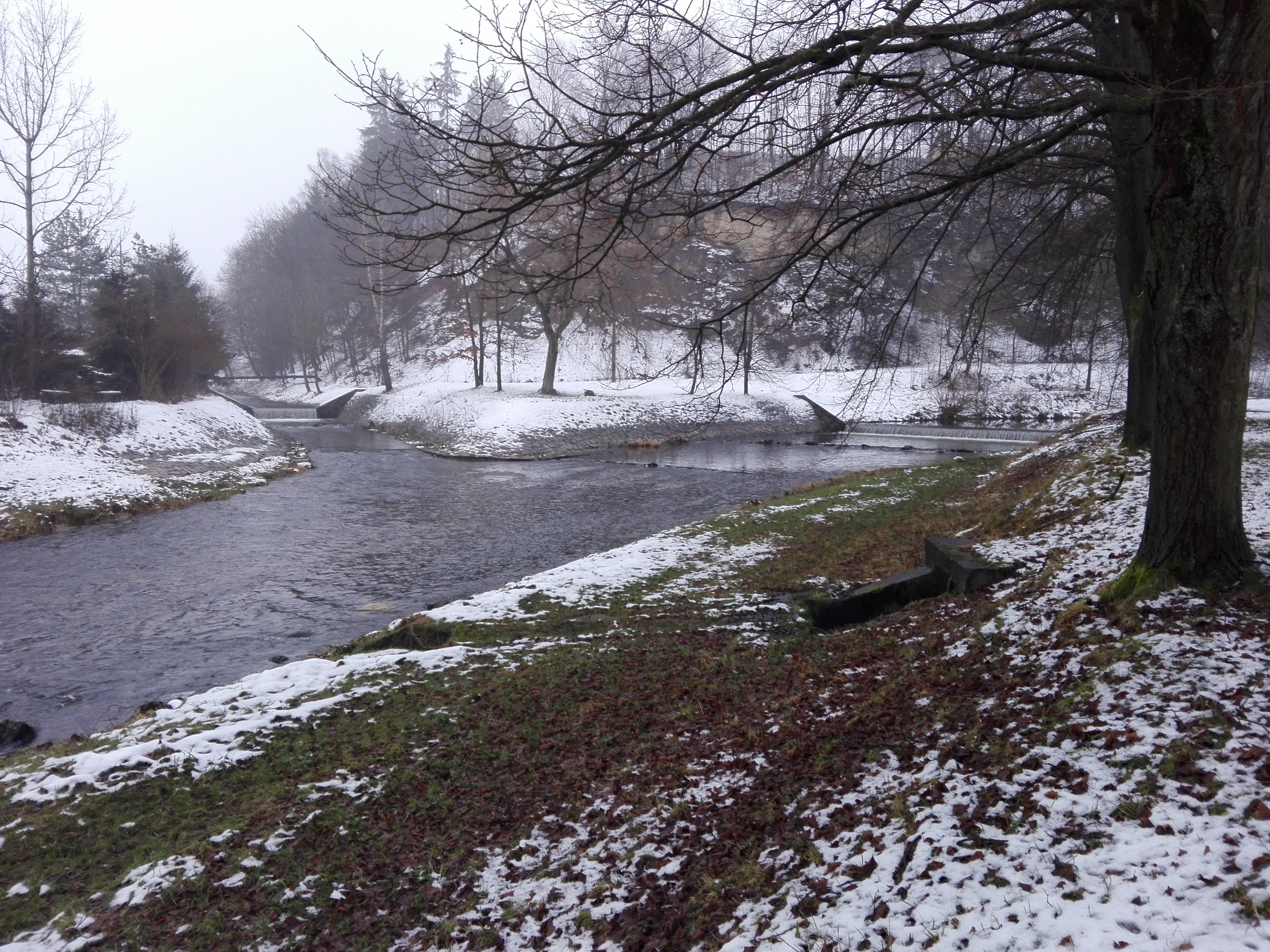
Soutok Divoké Orlice a Rokytenky v Žamberku
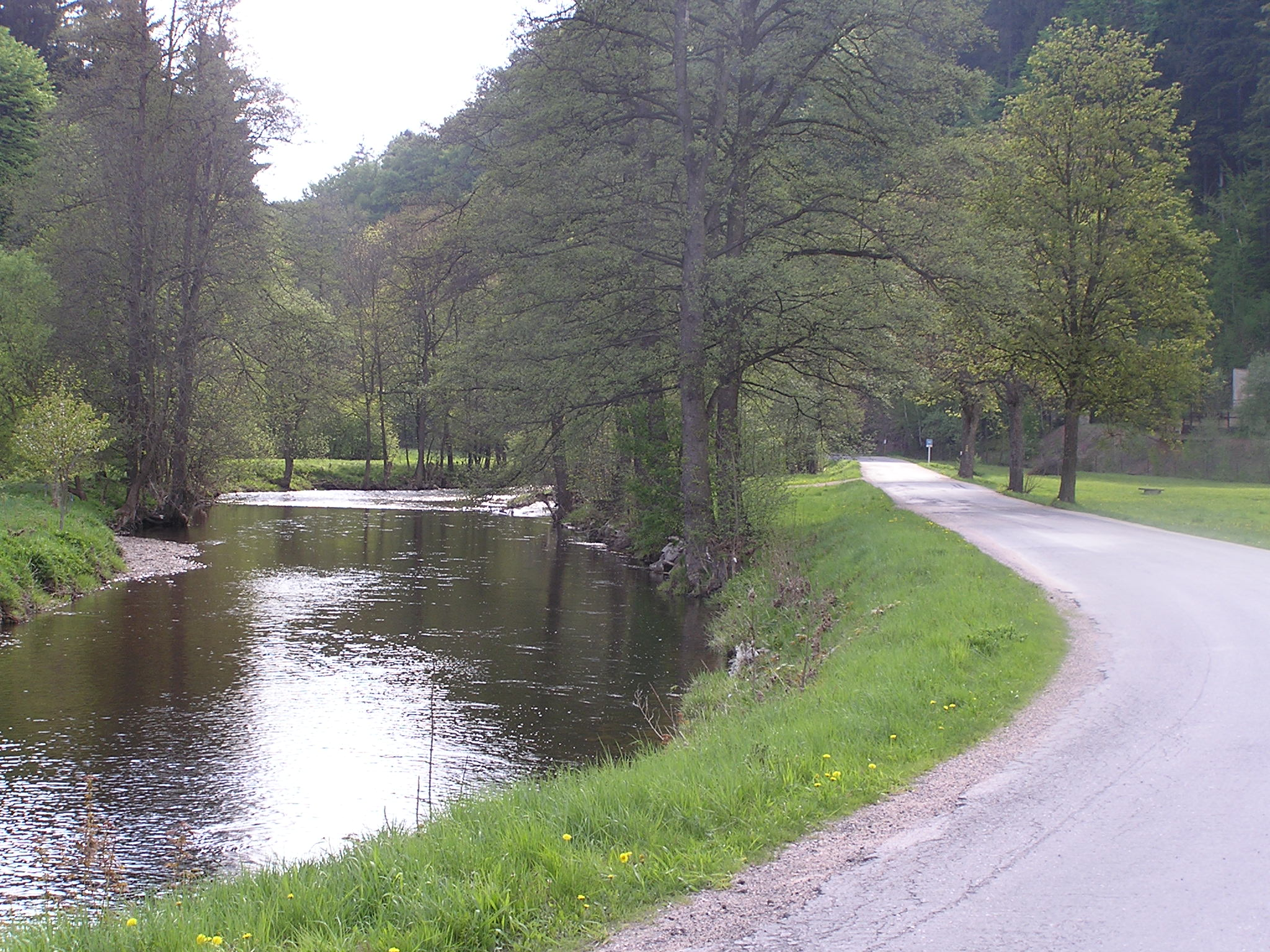
Divoká Orlice mezi Záchlumím a Liticemi nad Orlicí
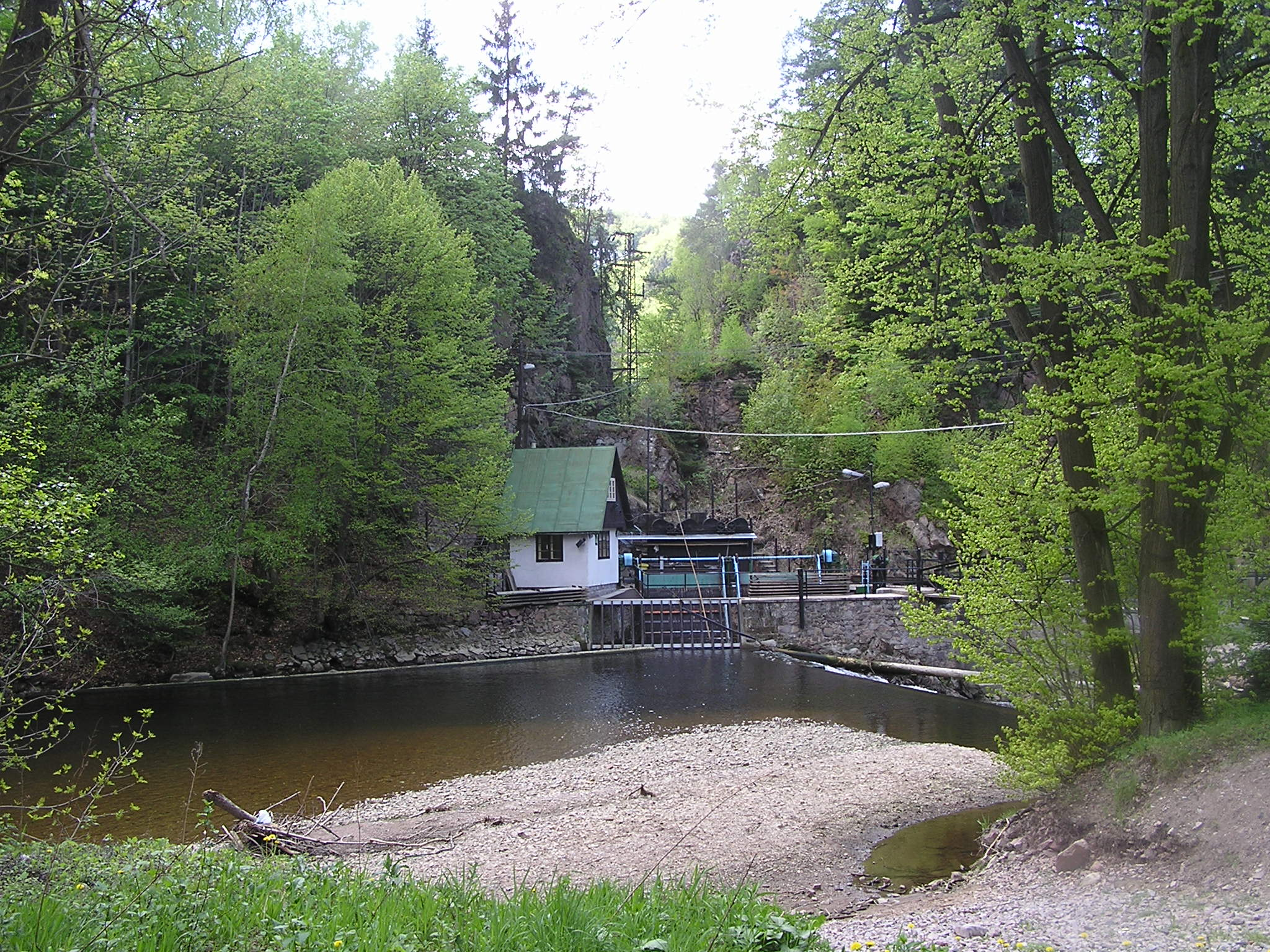
Jez elektrárny u Myší díry v Liticích nad Orlicí